# Saint-Denis-lès-Martel
Saint-Denis-lès-Martel es una comuna francesa situada en el departamento de Lot, en la región de Occitania.

## Demografía
| 437 | 338 | 358 | 324 | 362 | 333 |
| Para los censos de 1962 a 1999 la población legal corresponde a la población sin duplicidades (Fuente: INSEE [Consultar]) |     |     |     |     |     |